# Verbascum rotundifolium

Verbascum rotundifolium  es una especie de la familia Scrophulariaceae.

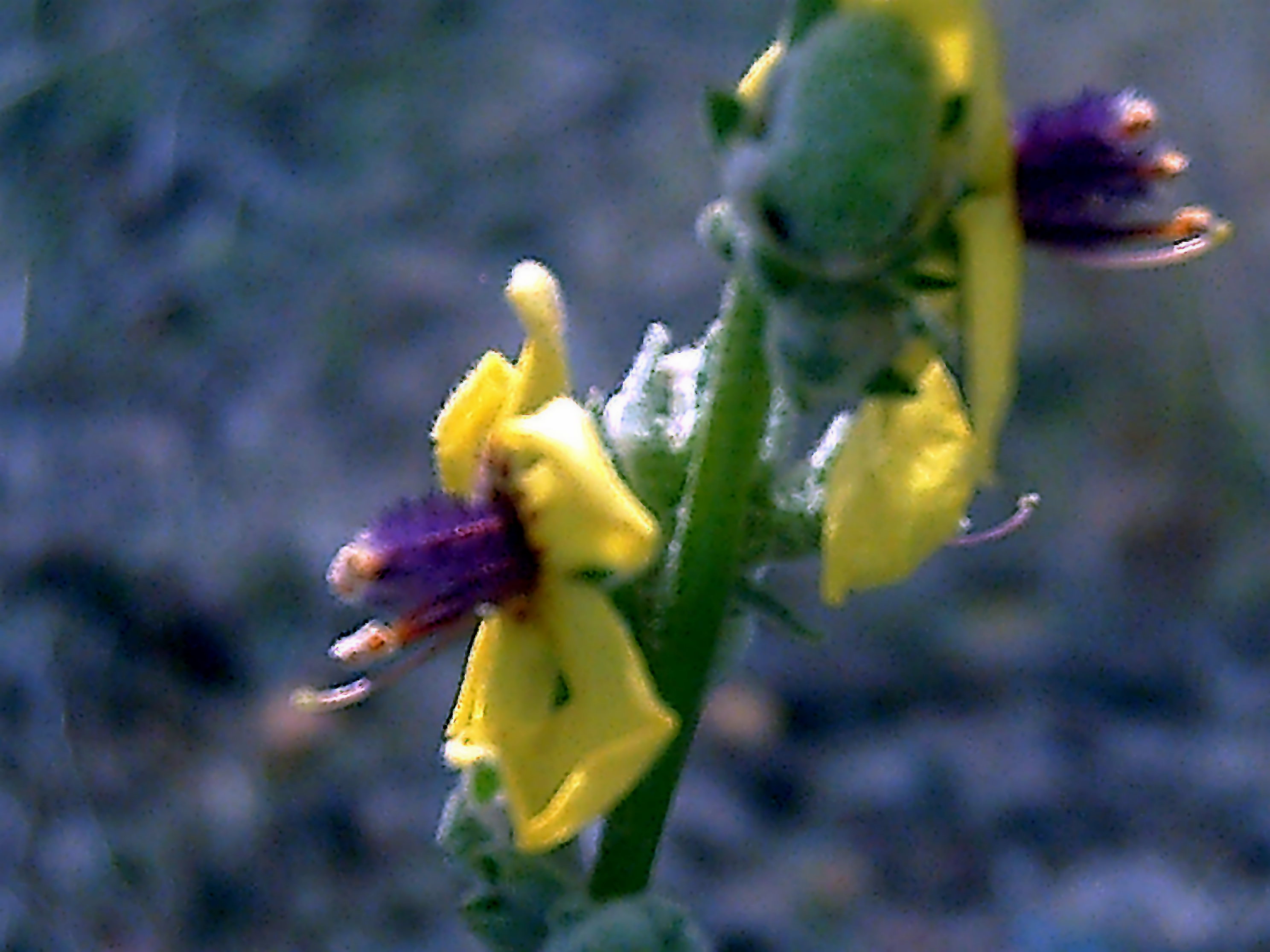
Detalle de las flores

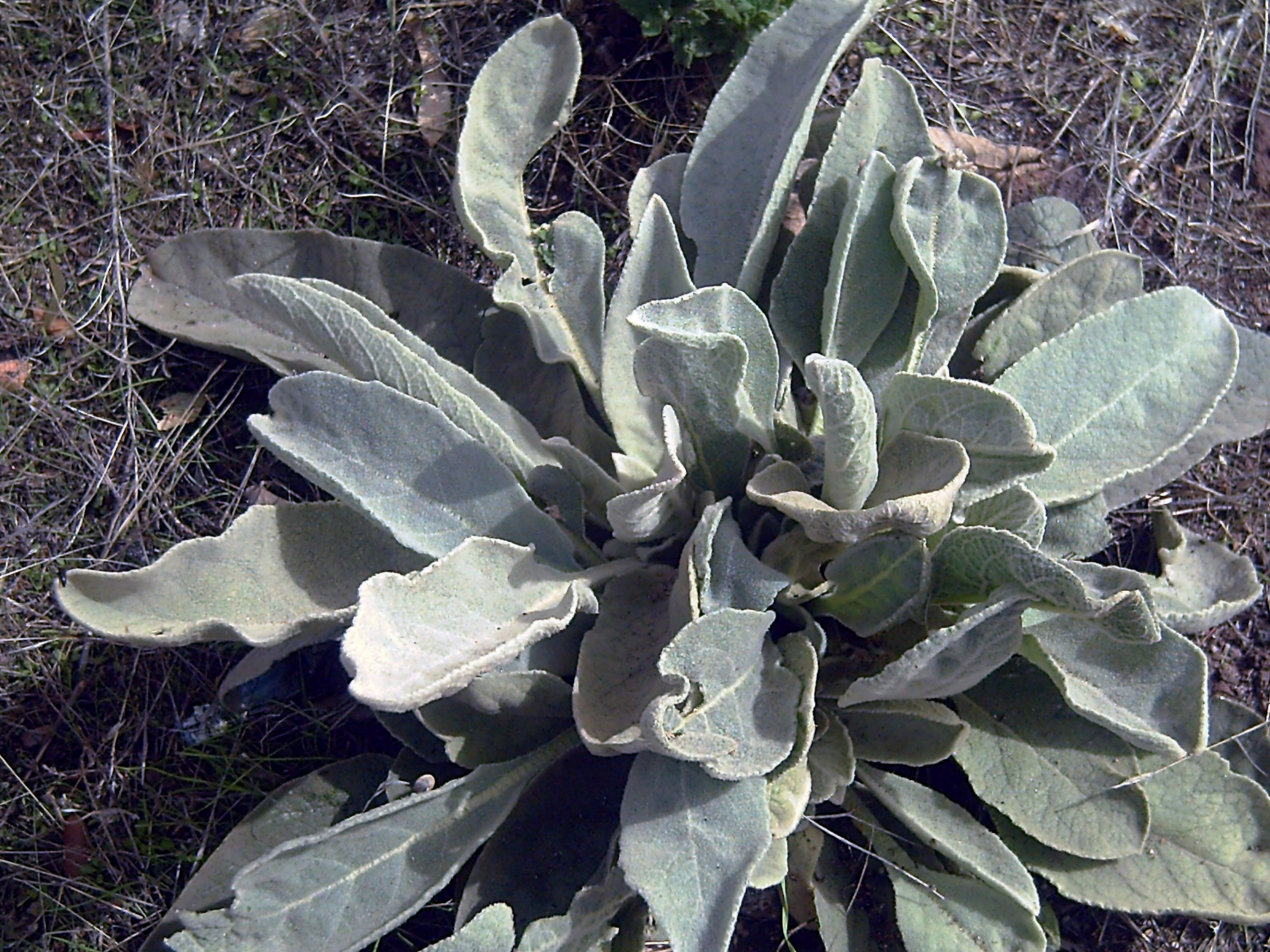
Hojas en roseta

## Descripción
Verbascum rotundifolium, es una hierba bienal, tomentoso-flocosa. Tallos de 45-100(150) cm de altura, lisos, simples o ramificados, ± foliosos, con indumento de un blanco-grisáceo o de un verde amarillento, denso, persistente en la base, a menudo flocoso en la parte superior, formado por pelos verticilado-ramosos, verdosos o pardo-rojizos. Hojas alternas; las basales 8-25(40) × 3,5-15(20) cm, suborbiculares, ovadas, ovadolanceoladas o anchamente elípticas, enteras, finamente crenuladas, crenadas o dentado-crenadas, planas, con la nervadura ± marcada por el envés, redondeadas o algo atenuadas en la base, tomentosas por ambas caras o esparcidamente pubescente por el haz y ± tomentoso-flocosas por el envés, con indumento de un blanco ± grisáceo o verdoso-amarillento, formado por pelos verticilado-ramosos, nervadura ± prominente, pecíolos 2-11(15) cm; las medias ovadas o lanceoladas, enteras o crenadas, redondeadas o atenuadas en la base, sésiles o subsésiles, no decurrentes. Inflorescencia racemiforme o ± espiciforme, con fascículos de ordinario aproximados pero sin llegar a ocultar el eje, por lo común ramificada, con ramas ascendentes hasta de 30 cm, simple en ejemplares de pequeña talla, a menudo tomentoso-flocosa en el eje, con pelos tectores verticilado- ramosos; brácteas 10-20 × 1,5-2 mm, linear-lanceoladas o lineares, c. 3 veces más largas que el pedicelo, tomentosas. Flores (2)4-6 por fascículo en cada bráctea, la principal con bractéolas lineares hasta de 5 mm; pedicelos 3-5 mm, poco más cortos que el cáliz, acrescentes, en la fructificación hasta de 8 mm. Cáliz 4-9 mm, hendido hasta casi la base, muy tomentoso; sépalos 4-7,5 × 1,2-1,4 mm linear-lanceolados, agudos, enteros. Corola 20-35(40) mm, poco zigomorfa, amarilla, a veces algo anaranjada, pelúcido-punteada, pubescente por fuera; lóbulos 7-12 mm, subiguales, obovados o suborbiculares, todos con una mancha purpúrea ± aparente en la base, cuyo conjunto confluye a modo de anillo en la garganta. Estambres 5, homomorfos; los superiores con anteras reniformes, transversales y filamentos densamente cubiertos en toda su longitud por pelos ± claviformes purpúreos; los inferiores algo más largos, con anteras reniformes, transversales o, muy raramente, ± suboblicuas, pero no adnato-decurrentes, con filamentos cubiertos en los dos tercios inferiores por pelos ± claviformes purpúreos. Ovario tomentoso; estilo 7-10 mm; estigma hemisférico. Cápsula 7-11 × 5-7 mm, un tercio o un cuarto mayor que el cáliz, ovoide, subcónica o anchamente elipsoidal, asimétrica en el ápice, cortamente rostrada, con apículo recto hasta de 1,5 mm. Semillas 0,6-0,8 × 0,6-0,7 mm.

## Distribución y hábitat
Se encuentra en claros de matorral, taludes, márgenes de campos, lugares en general pedregosos; a una altitud de (50)400- 700(2100) metros en el W de la cuenca mediterránea: S de Italia, Sicilia, península ibérica y Norte de África –Marruecos, Argelia y Túnez.

## Taxonomía
Verbascum rotundifolium fue descrita por Michele Tenore y publicado en Flora Napolitana 1, Prodr: 66 (1811)
Etimología
Verbascum: nombre genérico que deriva del vocablo latino Barbascum (barba), refiriéndose a la vellosidad que cubre la planta.
rotundifolium: epíteto latino que significa "con hojas redondeadas".
Sinonimia
- Verbascum aurantiacum Coincy
- Verbascum haenseleri var. hieronymi Pau & Sennen in Sennen
- Verbascum haenseleri var. microcarpum Boiss.
- Verbascum haenseleri var. murcicum Murb.
- Verbascum haenseleri var. niveum Lange & Willk.
- Verbascum haenseleri var. serpentinicola Rivas Goday
- Verbascum haenseleri Boiss.
- Verbascum latesulcatifolium Sennen & Mauricio
- Verbascum paui Ceballos & C. Vicioso[3]

## Nombres comunes
- Castellano: escuezalobos, gordolobo, hierba sanjuanera, verdelobo, verdolobo. Altoaragonés: berbasco, croca, guardalobo, sabonera.[3]